# Frithjof Ulleberg
Frithjof Ulleberg (Oslo, 10 settembre 1911 – Oslo, 31 gennaio 1993) è stato un calciatore norvegese, di ruolo centrocampista.

## Carriera

### Club
Ulleberg giocò quasi 300 incontri per il Lyn Oslo.

### Nazionale
Giocò 14 incontri per la Norvegia, partecipando ai Giochi della XI Olimpiade (conquistando la medaglia di bronzo) e al campionato del mondo 1938. Esordì il 26 luglio 1936, nel successo per 3-4 contro la Svezia, a Stoccolma.